# Trooper Washington
Thomas Washington, detto Trooper (Filadelfia, 21 aprile 1944 – McKeesport, 20 novembre 2004), è stato un cestista e allenatore di pallacanestro statunitense, professionista nella ABA.

## Carriera
Venne selezionato dai Cincinnati Royals al quinto giro del Draft NBA 1967 (50ª scelta assoluta).
Il 6 Aprile 1968 in gara 2 dell'ABA Eastern Division Finals contro i Minnesota Muskies cattura 35 rimbalzi (record di sempre ABA nei Playoff) di cui 17 offensivi (record assoluto nei playoff ABA e NBA ancora oggi imbattuto).

## Palmarès
- Campionato ABA: 1

Pittsburgh Pipers: 1968
- ABA All-Rookie Team (1968)
- ABA All-Star Game: 1

1969
- Miglior rimbalzista della stagione nei Playoff ABA (1968)
- 2 volte migliore nella percentuale di tiro dal campo ABA (1967-1968), (1969-1970) (record condiviso con Artis Gilmore e Bobby Jones)
- Più alta percentuale di tiro dal campo dei Playoff ABA (1970)
- Diciottesimo migliore rimbalzista di sempre ABA
- Quarantaseiesimo per numero di assist di sempre ABA
- Cinquantanovesimo miglior marcatore di sempre ABA